# Salif Keïta
Salif Keïta (Djoliba, 25 de agosto de 1949) é um músico e cantor de Mali, conhecido como A voz de Ouro da África.

## Carreira
Apesar do talento, Salif Keita não deveria ser um cantor, por não pertencer a uma família Griot. Além disso, por um bom tempo, foi ostracizado devido ao seu albinismo, um sinal de azar na cultura Mandinka.
Sua música é uma mistura de estilos tradicionais da África Ocidental, Europa e América, mantendo, no entanto, elementos de música islâmica. Entre os instrumentos musicais mais utilizados por Salif Keita incluem-se balafons, Djembês, guitarras, corás, órgãos, saxofones, e sintetizadores.
Keita nasceu em Djoliba.  Ele abandonou Djoliba e foi viver em Bamako em 1967 para se juntar a banda Super Rail Band de Bamako. Em 1973, Salif Keita juntou-se a banda Les Ambassadeurs. Keita e Les Ambassadeurs fugiram da instabilidade política do país, em meados de 70, para Abidjan, Costa do Marfim mudando o nome da banda para Les Ambassadeurs Internationales. Esta banda ganhou reputação internacional na década de 70 e em 1977 Keita recebeu o prêmio National Order do presidente da Guiné, Sékou Touré. Keita mudou-se para Paris em 1984 com o objetivo de prosseguir a sua carreira.

Há uma menção a Keita na música do compositor Chico Cesar, interpretada por Daniela Mercury "A primeira vista", no verso:
"Quando chegou carta abri
Quando ouvi Salif Keita dancei
Quando o olho brilhou, entendi

Quando criei asas, voei" 

## Discografia
- Soro - 1987 - Mango
- Ko-Yan - 1989 - Mango
- Amen - 1991 - Mango
- Destiny of a Noble Outcast - 1991 - PolyGram
- Folon - 1995 - Mango
- Rail Band - 1996 - Melodie
- Seydou Bathili - 1997 - Sonodisc
- Papa - 1999 - Blue Note
- Mama - 2000 - Capitol
- Sosie - 2001 - Mellemfolkeligt
- Moffou - 2002 - Universal Jazz France
- The Best of the Early Years - 2002 - Wrasse
- Remixes from Moffou - 2004 - Universal Jazz France
- M'Bemba - 2005 - Universal Jazz France
- The Lost Album - 2005 (Original released: 1980) - Cantos
- La différence (Emarcy ,2009)
- Anthology, 2011
- Talé - Universal, com Philippe Cohen-Solal, 2012